# Plagiodera arizonae
Plagiodera arizonae är en skalbaggsart som beskrevs av George Robert Crotch 1873. Plagiodera arizonae ingår i släktet Plagiodera och familjen bladbaggar. Inga underarter finns listade i Catalogue of Life.